# Helichrysum lamarckii
Helichrysum lamarckii là một loài thực vật có hoa trong họ Cúc. Loài này được Cambess. mô tả khoa học đầu tiên năm 1827.